# Восточные Карпаты (биосферный резерват)
Международный биосферный резерват «Восточные Карпаты» является природоохранной территорией, расположенной в Восточных Карпатах, состоящей из трёх национальных парков и трёх ландшафтных(природных) парков в трёх странах:

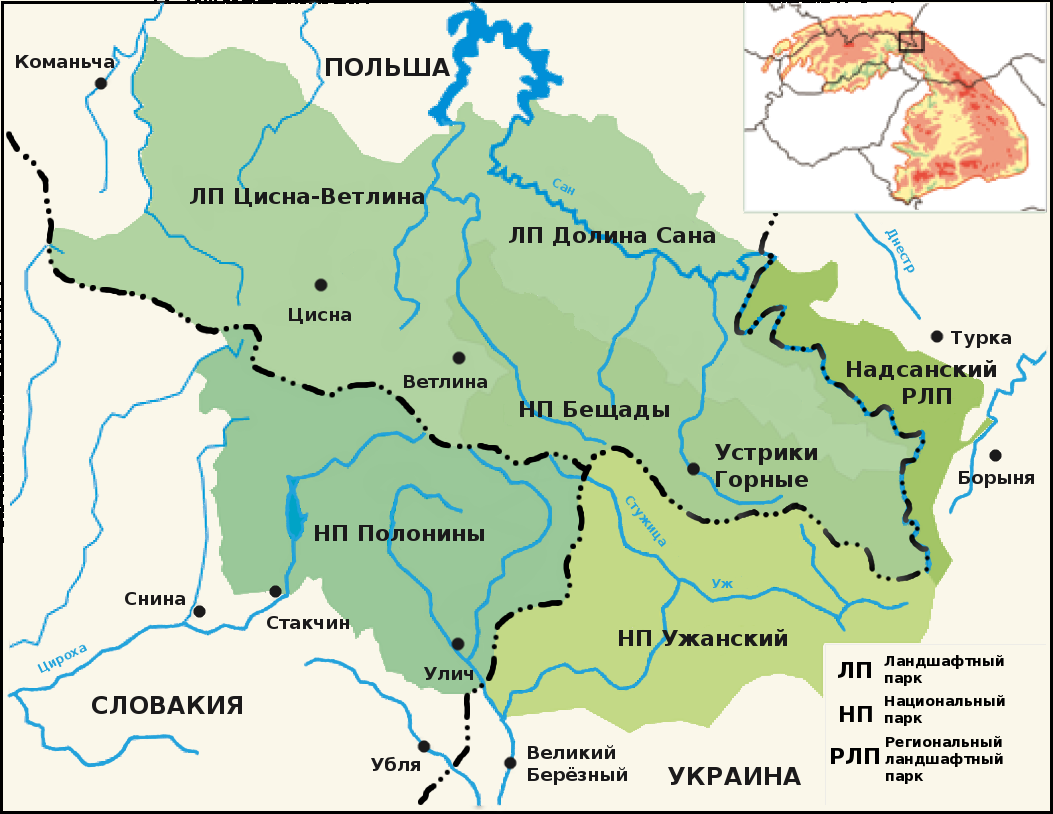
Карта биосферного резервата «Восточные Карпаты»

- Бещадский национальный парк (Bieszczadzki Park Narodowy) и два ландшафтных парка, которые окружают его — Ландшафтный парк «Цисна-Ветлина» (Ciśniańsko-Wetliński Park Krajobrazowy) и Ландшафтный парк «Долина Сана» (Park Krajobrazowy Doliny Sanu) в Польше
- Национальный парк Полонины (Národný park Poloniny) с прилегающими территориями в Словакии
- Национальный природный парк «Ужанский» (Національний природний парк Ужанський) и Региональный ландшафтный парк «Надсанский» (Регіональний ландшафтний парк «Надсянський») на Украине

Резерват (биосферный заповедник) является частью программы ЮНЕСКО «Человек и биосфера» и охватывает территорию в 2 080,89 км² (1 087,24 км² — польская часть, 407,78 км² — словацкая и 585,87 км² — украинская). Первоначально он был основан как польско-словацкий трансграничный резерват в 1992 году; в 1998 году расширен за счёт украинских парков, являясь первым в мире трёхсторонним биосферным заповедником.